# Smelíkův dub
Smelíkův dub je památný strom dub letní (Quercus robur L.) nedaleko domu čp. 43 v Albrechticích v okrese Karviná v  pohoří Podbeskydská pahorkatina v Moravskoslezském kraji.

## Další informace
Na travnaté ploše nedaleko domu čp. 43 v Albrechticích stojí solitér dub letní. Podle údajů z roku 2011:
| Výška stromu                  | 26 m                             |
| Obvod kmene ve výčetní výšce: | 4,04 m                           |
| Ochranné pásmo                | vyhlášené - kruh o poloměru 13 m |
| Datum vyhlášení               | 28. ledna 2012                   |